# 皱叶铁线莲
皱叶铁线莲（学名：Clematis uncinata var. coriacea）为毛茛科铁线莲属下的一个变种。

## 扩展阅读
- 維基物種上的相關：皱叶铁线莲